# Mecca
Mecca sau Mekka (arabă: مكة Makka, de obicei, cu un epitet : مكة المكرّمة Makka al-Mukarrama „Mecca cea sfântă”) este un oraș cu 1.294.168 locuitori (cf. recensământului din 2004) situat în vestul Arabiei Saudite, într-un bazin încercuit de două lanțuri muntoase, la o distanță de 80  km de Marea Roșie. Este capitala Provinciei Mecca din regiunea Hijaz (ar.: Hiğāz), situată pe un podiș. Coordonate geografice: 21,42 N, 39,83 E.

## Date istorice
Mecca se bucură de o poziție privilegiată încă din preislam, ca localitate aflată la întretăierea drumurilor comerciale ce legau regiunile din sud, Yemenul (locul de obținere a mirodeniilor), de cele din vest, Egipt, Jedda, și de cele din est Golful Persic și Mesopotamia. Totodată, Mecca era și locul de pelerinaj al arabilor idolatri.
În perioada preislamică (până la începutul secolului VII), Mecca este condusă de puternicul trib al kuraișiților (ar.: qurayš) din care făcea parte și profetul Muhammad. În 622, Muhammad părăsește Mecca stabilindu-se la Yathrib, viitoarea Medina. După ce recucerește Mecca, se întoarce în 630, însoțit de aproximativ 10.000 de adepți pentru a efectua “pelerinajul de adio” la Ka’ba, pelerinaj care va consacra sanctuarul Ka’ba și implicit Mecca ca prim loc sfânt al islamului.
Din punct de vedere politic, administrativ și economic, Mecca este umbrită încă din zorii islamului de noile capitale islamice: Medina, Damasc, Bagdad. Istoria reține o singură încercare, cea a lui Abdullah bin Zubayr, un rival al ummayazilor, de a crea un califat la Mecca, lipsită de succes.
În secolul X, karmiți (adepți ai unei mișcări politico-religioase îndreptate împotriva abbasizilor) au marcat o perioadă de tulburări profunde (atacul împotriva orașului și luarea în 930 a “pietrei negre”, restituită în 950). 

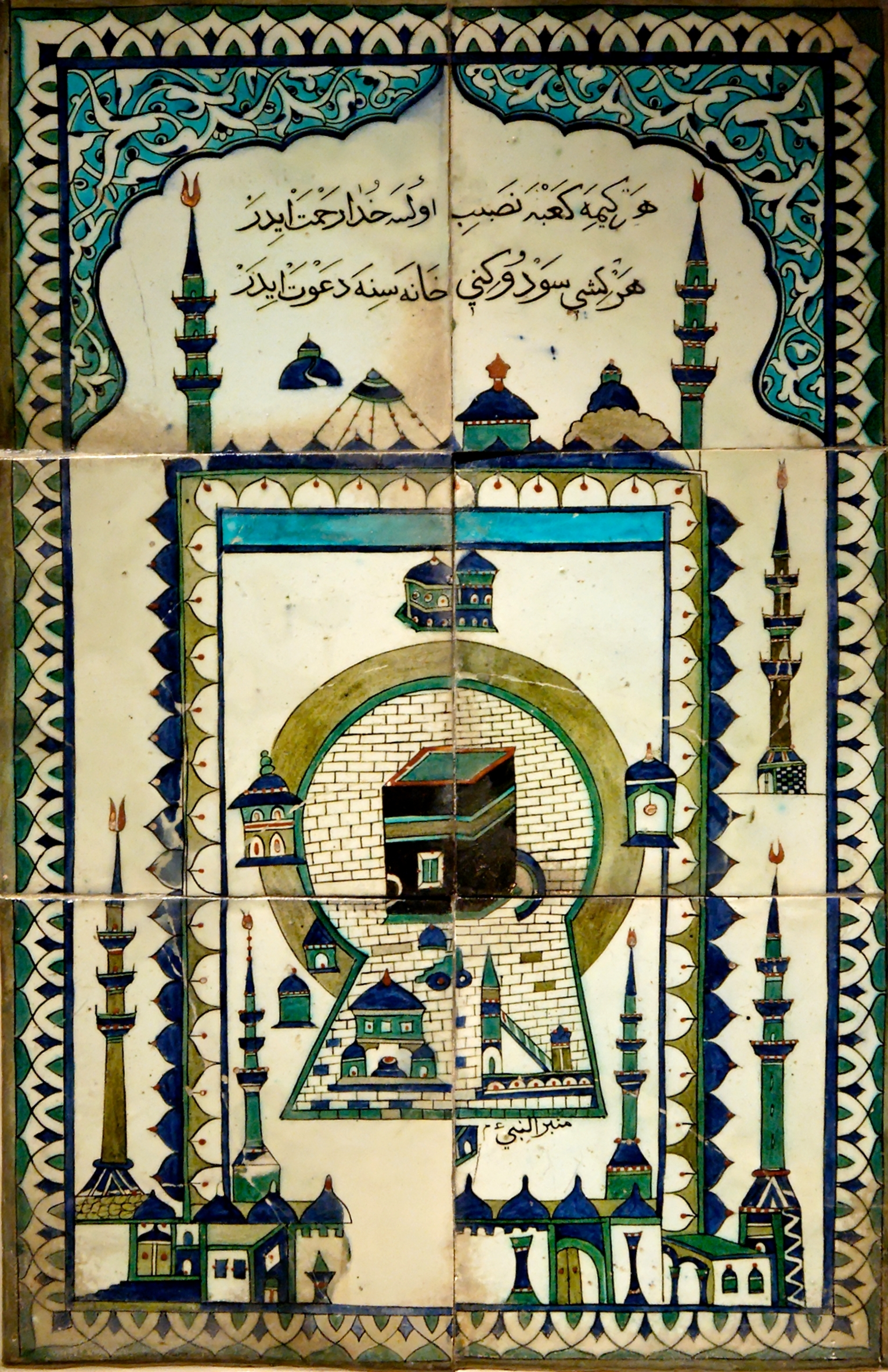
Pictură din perioada otomană (secolul XVIII)

În secolul al XI-lea se instalează la Mecca o dinastie de guvernatori hașemiți, descendenți în linie directă ai lui Hasan bin Ali, fiul cel mare al califului Ali, ginerele profetului Muhammad care va rămâne la conducerea orașului până la începutul secolului XX. Ei vor funcționa sub suzeranitatea fatimizilor, a selgiucizilor, a ayyubizilor, a mamelucilor și, în sfârșit, din 1517, a otomanilor. Ei primesc titlul de șarif (ar.: šarĭf "nobil", "protector"). Șarifatul (demnitatea de șarif) se termină la puțin timp după domnia lui Husayn bin Ali, care se răzvrătește împotriva otomanilor în 1916 în timpul Revoltei arabe. După înfrângerea Imperiului Otoman în 1918 și prăbușirea sa definitivă în 1923, Husayn se autodeclară calif. Fiii săi, Faysal și Abdullah, sunt declarați regi în nou formatele state, aflate sub control britanic, Irak și Trasiordania. În 1924, în fața atacurilor repetate ale lui Ibn Sa’ud, Husayn abdică în favoarea fiului său, Ali bin Husayn, care devine astfel ultimul șarif al Meccăi. La sfârșitul anului 1924, Ibn Sa’ud cucerește întreaga regiune a Hijaz-ului în care se află și Mecca) și-i expulzează pe hașemiți. Din 1924 dinastia sa’udită are în administrație Mecca (și Medina) și instituția pelerinajul la locurile sfinte, fără să pretindă titlul de șarif.

## Însemnătatea pentru islam

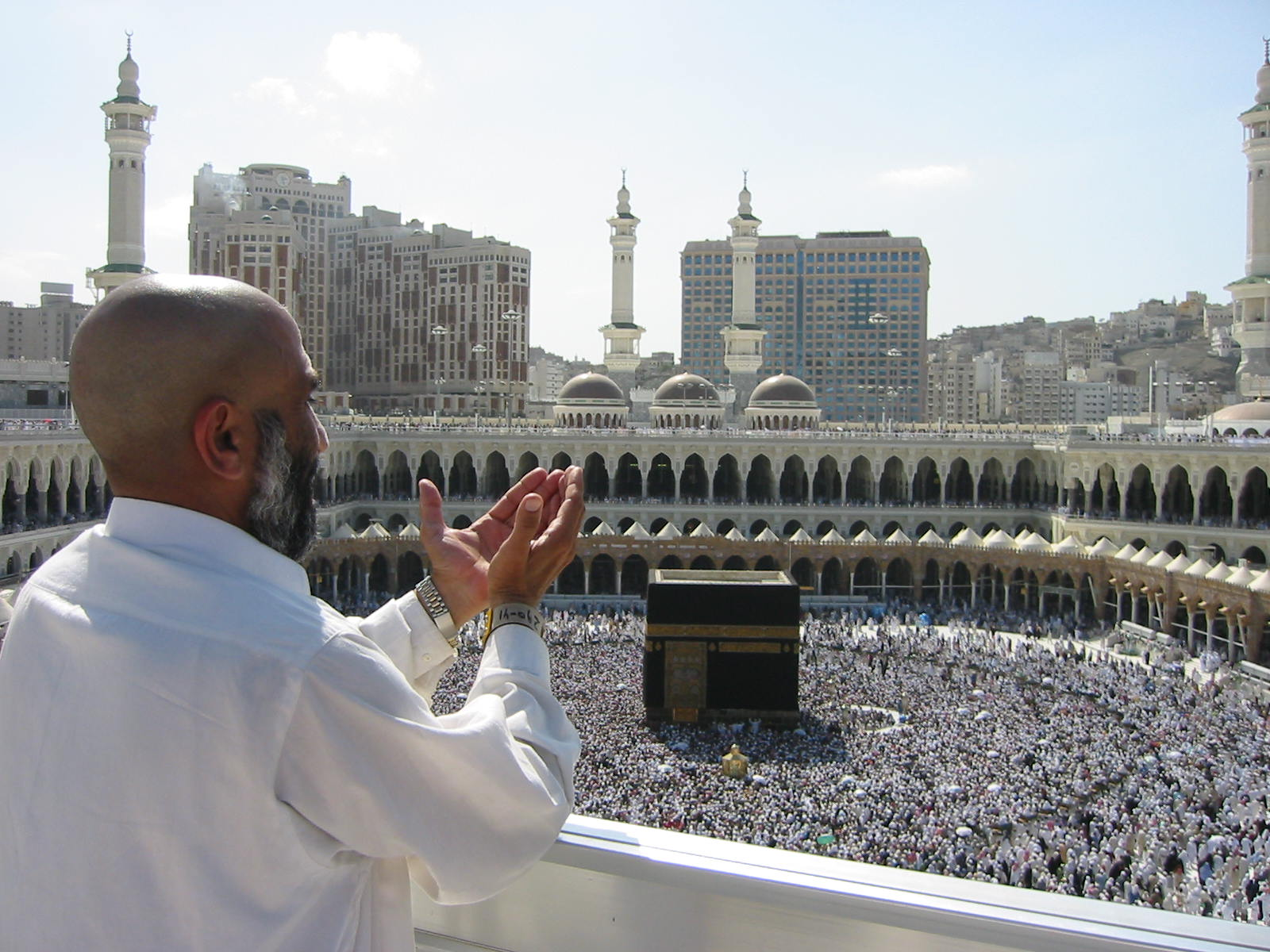
Ka'ba în timpul rugăciunii de vineri.

Mecca, locul nașterii profetului Mahomed, este leagănul islamului. În perioada preislamică (înainte de secolul VII), Mecca era un puternic centru caravanier și comercial, precum și un loc de pelerinaj - la sanctuarul Ka'ba - pentru arabii idolatri care se închinau la pietre. Profetul Muhammad transformă Ka'ba în locul de pelerinaj ritual (hağğ) pentru musulmani.
Totodată Ka'ba este punctul spre care trebuie să-și îndrepte fața orice musulman în timpul rugăciunii (salāt) ritualice. Direcția, către Ka'ba numită kibla (ar.: qibla), este marcată în orice moschee printr-o nișă (mihrāb) aflată în peretele opus ușii de la intrare, numit și peretele kibla, către care stau cu fața cei prezenți. Kibla este calculată cu exactitate pentru fiecare loc de rugăciune.
Ka'ba (în arabă înseamnă cub), un monument de formă aproape cubică, de 15 m înălțime și aproape 12 m lățime, având încastrată în colțul dinspre nord-vest "piatra neagră", este situată în centrul marii moschei, Al-Masğid al-Harām (Preasfânta Moschee) construită din ordinul califul Omar (634-644). Tot în incinta marii moschei se află un alt loc important și anume maqām Ibrāhīm (locul lui Abraham), locul pe care s-a urcat (ar.: qāma "a se ridica", "a se înălța", de unde maqām "loc de înălțare") Abraham, conform tradiției islamice, pentru a sfărâma idolii ce înconjurau Ka'ba, redând astfel templului puritatea inițială din vremea lui Adam.

## Pelerinajul la Mecca

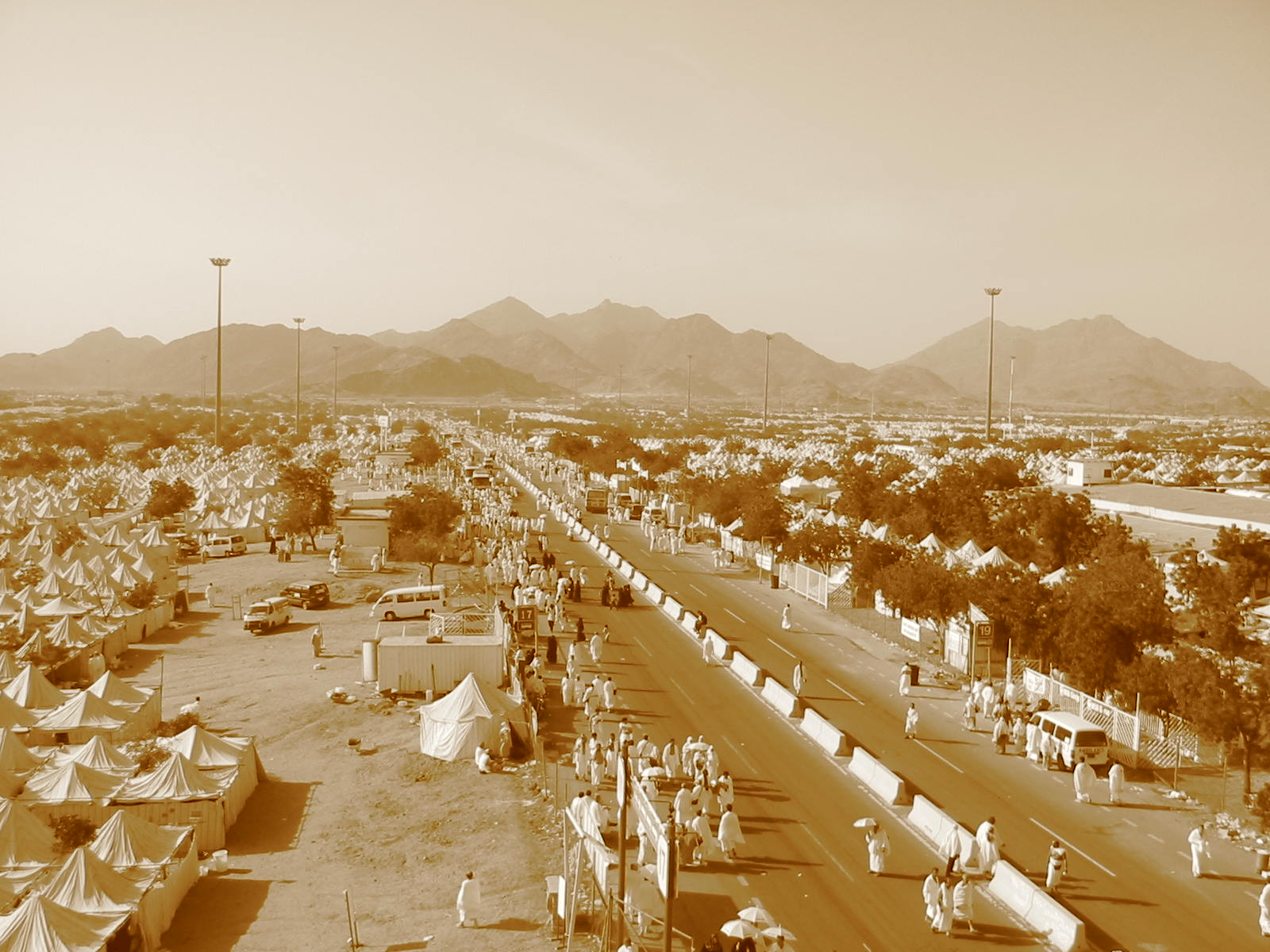
Pelerinajul la Mecca

Pelerinajul ritual comunitar (al-hağğ) este unul din cei „cinci stâlpi” ai islamului și se desfășoară în fiecare an între zilele de 8 și 12 ale lunii dhū-l-hiğğa, ultima lună din calendarul islamic, la Mecca și împrejurimile sale.
Principalele etape ale pelerinajului sunt:
- intrarea în starea de sacralitate (ar.: ihrām) care se face prin abluțiuni (spălări) totale, prin adoptarea ținutei de pelerinaj care constă, la bărbați, în două bucăți de pânză (albă) fără cusături sau noduri, puse, una în jurul taliei, cealaltă peste umăr acoperind o parte din bust, iar ca încălțăminte, sandale; pentru femei însă nu există o ținută anume în afară de cea tradițional islamică. Bărbații se rad în cap, iar femeile își taie simbolic o șuviță. Orice deosebire de clasă socială este astfel anulată. Intrarea în starea de sacralitate se face înainte de a ajunge la Mecca, de obicei, la aeroportul din Jeddah;
- rotirea (ar.: tawāf) de șapte ori în jurul Ka‘bei – punctul central al pelerinajului, cu o scurtă rugăciune către maqām Ibrāhīm – „locul lui Abraham”, cel care, în tradiția islamică, a redat sanctuarului Ka‘ba puritatea inițială. Ambele se află în incinta marii moschei de la Mecca;
- băutul apei de la izvorul Zamzam cel care i-a salvat viața lui Ismail și mamei sale, Hagar (sau Agar), alungați în deșert;

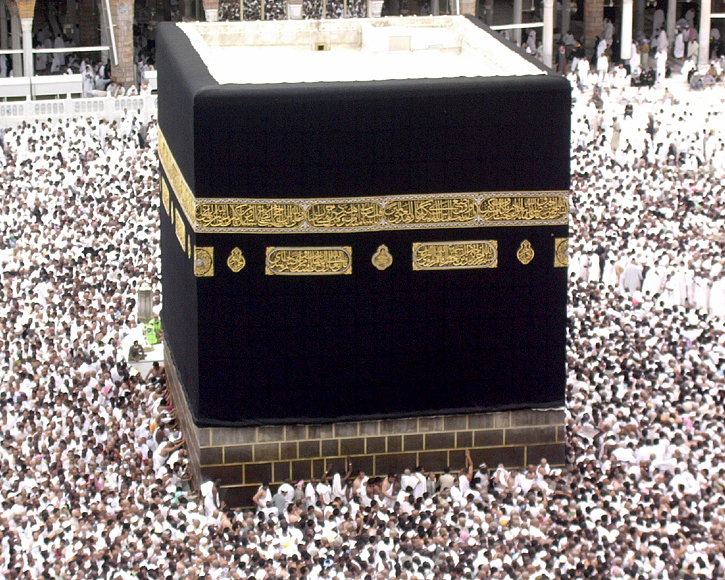
Ka‘ba

- parcurgerea (ar.: sa’y) de șapte ori a distanței (de 394m) dintre colinele Safā și Marwah, în amintirea rătăcirilor disperate ale lui Hagar și copilului său, Ismail, părăsiți în deșert;
- oprirea (ar.: wuqūf), în timpul zilei de 9 dhū-l-hiğğa, pe muntele (platoul) Arafat, situat la 19 km de Mecca, de la prânz și până la miezul nopții, într-o stare de meditație;
- în ziua de 10 dhū-l-hiğğa, începe Sărbătoarea Sacrificiului (ar.: ‘Īd al-Adhā)), celebrată prin sacrificarea (ar.: nahr) unui berbec sau a unei cămile în amintirea gestului lui Abraham (ar.:Ibrāhīm) de a-și sacrifica fiul, pe Isaac, pentru a-și dovedi credința în Dumnezeu, gest oprit de Dumnezeu prin trimiterea unui berbec care a fost sacrificat în locul fiului . Ultimele zile ale pelerinajului sunt petrecute la Minā, o localitate între Arafat și Mecca, unde are loc „aruncarea cu pietre în Satan” (ar.: rağm aš-šaytān), adică aruncarea a șapte pietricele în direcția a trei stânci ce-l simbolizează pe diavol;
- ieșirea din starea de sacralitate în ziua de 12 dhū-l-hiğğa când pelerinajul ia sfârșit.

În afară de pelerinajul ritual comunitar, există și un pelerinaj individual (ar.: ‘umra), mai simplu (fără oprirea pe muntele Arafat), care are loc în orice perioadă a anului.
Numărul pelerinilor la Mecca atinge, în ultimii ani, câteva milioane, conform surselor islamice.

## Mecca și nemusulmanii
De la "pelerinajul de adio" al profetului Muhammad, în anul 630, Mecca va deveni o localitate în exclusivitate a musulmanilor. Prezența nemusulmanilor este total interzisă în Mecca și în împrejurimile sale. Pelerinii au o viză specială care atestă apartenența lor la religia islamică. Pe drumurile care duc spre Mecca sunt numeroase puncte de control menite să-i depisteze pe eventualii intruși. În secolele trecute, unii călători sau cercetători de altă religie, ca Ulrich Jasper Seetzen (1809), Heinrich von Maltzan (1860) sau Johann Ludwig Burckhardt (1814), au reușit să pătrundă tainic în oraș, fiind îmbrăcați ca musulmani sau ca sclavi ai musulmanilor.